# Fernando La Estrella
Fernando Fernández Jiménez, conocido con el nombre artístico, Fernando 'La Estrella' (Utrera, 4 de febrero de 1960-Ibidem, 7 de febrero de 2023) fue un cocinero, músico y artista español. Fue conocido por su participación activa en la Movida madrileña y por participar en roles secundarios en algunas de las primeras películas de Pedro Almodóvar.

## Biografía
Fue el mayor de cinco hermanos. Obtuvo su apodo de La Estrella cuando trabajaba en el Hotel los Lebreros de Sevilla. Conoció al director de arte Toni Socias durante su servicio militar. Ambos se establecieron en la isla de Mallorca, donde en 1983 fundaron el grupo musical Peor Impossible, integrado también por Rossy de Palma, Sara Ledoux, Angelines Ureña, Lina Estrany, José Virtudes, Baltasar Munar y Sulpicio Molina. Publicaron un único álbum, Passión. Sus sencillos Susurrando y SIDA fuero un éxito, lo que le llevó a una gira por Italia junto a Gabinete Caligari y La Frontera.
Posteriormente, en 1985, se estableció en Madrid, donde participó del movimiento artístico y cultural conocido como Movida madrileña. Entre 1987 y 1993, participó como actor secundario en tres películas de Pedro Almodóvar. Regresó a Mallorca en 2004, donde abrió y gestionó el bar Flexas.
Tuvo una aparición en la película de Paco León de 2016 Kiki, el amor se hace. También tuvo un papel en la serie de televisión Arde Madrid, del mismo director. En 2020 fue el pregonero de las fiestas en honor a San Sebastián en Palma de Mallorca.
Sus últimas apariciones en el cine fueron en 2022, en la película La piedad de Eduardo Casanova, en Un mal día lo tiene cualquiera de Eva Hache, y en el musical Rainbow de Paco León.
Falleció a los sesenta y tres años en su Utrera natal el 7 de febrero de 2023.

## Filmografía

### Películas
- La ley del deseo (1987)
- Mujeres al borde de un ataque de nervios (1988)
- Kika (1993)
- Kiki, el amor se hace (2016)
- Sexilio (2022)[5]
- La piedad (2022)
- Rainbow (2022)
- Un mal día lo tiene cualquiera (2023)

### Series de televisión
- Arde Madrid (2018)

## Discografía

### Álbumes
- Passión

### Sencillos
- Susurrando
- SIDA